# نعت (حبيش)

تعديل مصدري - تعديل

نعت هي إحدى قرى عزلة الناحية بمديرية حبيش التابعة لمحافظة إب، بلغ تعداد سكانها 101 نسمة حسب تعداد اليمن لعام 2004.